# الجدل حول العرق المصري القديم

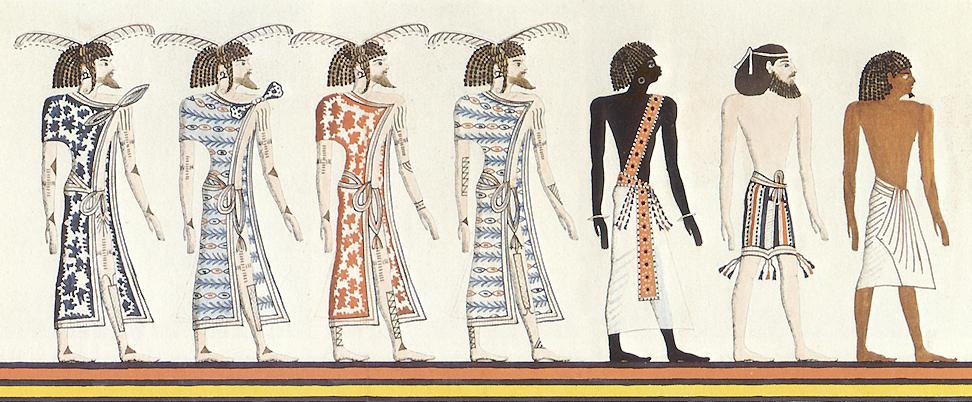

أثيرت مسألة عرق المصريين القدماء تاريخيًا كنتيجةٍ للمفاهيم العنصرية المبكرة في القرنين الثامن والتاسع عشر، وارتبطت بنماذج من التسلسل الهرمي العنصري المعتمدة في المقام الأول على علم قياس الجماجم والقياسات البشرية وعلم الوراثة البشري. وُجدت مجموعة متنوعة من الآراء المتداولة حول الهوية العرقية للمصريين ومصدر ثقافتهم. جادل بعض العلماء أن ثقافة مصر القديمة قد تأثرت باللغات الأفروآسيوية في شمال إفريقيا أو الشرق الأوسط، بينما أشار آخرون إلى التأثيرات القادمة من مجموعات سكانية مختلفة مثل النوبيين أو سكان أوروبا. استمر بعض الكُتّاب مؤخرًا في تحدي وجهة النظر السائدة، بينما ركز البعض على التشكيك في عرق أفراد بارزين محددين، مثل: الملك الممثل في تمثال أبو الهول، والملك المصري توت عنخ آمون والملكة المصرية تيي من الأسرة المصرية الثامنة عشر، والملكة اليونانية كليوباترا السابعة من البطالمة.
يرفض علماء التيار الرئيسي فكرة أن مصر كانت حضارة «بيضاء» أو «سوداء». ويؤكدون أنه على الرغم من التنوع الظاهري للمصريين القدماء والحاضرين، فإن تطبيق المفاهيم الحديثة للعرق الأسود أو الأبيض على مصر القديمة أمر عفا عليه الزمن وغير دقيق. بالإضافة إلى ذلك، يرفض العلماء الفكرة المتضمنة في فرضية أن مصر كانت «سوداء» أو «بيضاء»، والتي تفترض أن مصر القديمة كانت متجانسة عرقياً. بدلا من ذلك، يختلف لون البشرة بين شعوب مصر السفلى، مصر العليا، والنوبة، والذين وصلوا في مختلف العصور إلى السلطة في مصر القديمة. علاوة على ذلك، «يعتقد معظم العلماء أن المصريين في العصور القديمة بدوا إلى حد كبير كما يبدون اليوم، مع تدرج في لون البشرة مع الاتجاه نحو السودان». في التاريخ المصري، على الرغم من الغزوات الأجنبية المتعددة، لم تتغير التركيبة السكانية بفعل هجرات كبيرة.

## التاريخ
كانت أولى الأمثلة على الخلاف حول عرق المصريين القدماء من صنع الأوروبيين والأمريكيين في أوائل القرن التاسع عشر. ومن النماذج المبكرة على هذه المحاولات، مقال نُشر في مجلة نيو إنغلاند في أكتوبر من عام 1833، عارض فيه المؤلفون الادعاء القائل إن «هيرودوت أعطاهم السلطة لكونهم زنوج». وأشاروا إلى لوحات المصريين القديمة كدليل: «قد يكون لُوحظ أن بشرة الرجال كانت حمراء بشكل دائم، وبشرة النساء كانت صفراء؛ لكن لا يمكن القول إن أيًا منهما لديه أي شيء في ملامحه على الإطلاق يشبه الأصل الزنجي».
كتب قسطنطين فرانسوا فولني في القرن الثامن عشر: «الأقباط هم التمثيل الحقيقي للمصريين القدماء «بسبب» بشرتهم ذات اللون اليرقاني الأصفر، والتي ليست يونانية ولا نيجيرية ولا عربية، شكل وجوههم الممتلئة والعيون المنتفخة، وشفاههم الثخينة... المصريون القدماء كانوا زنوجًا حقيقيين من نفس النوع مثل كل الأفارقة الأصليين».
صرَّح جان فرانسوا شامبليون بعد بضع سنواتٍ فقط في عام 1839، في عمله مصر القديمة بأن المصريين والنوبيين مُثلوا بالطريقة ذاتها في اللوحات والنقوش، مُقترحًا: «في أقباط مصر، لا نجد أيًا من السمات المميزة للسكان المصريين القدماء، فالأقباط هم نتيجة التهجين مع جميع الدول التي سيطرت على مصر سابقًا بنجاح، ومن الخطأ البحث عن السمات الرئيسية للعرق القديم ضمن الأقباط». وأيضًا في عام 1839، طُعن في ادعاءات شامبليون وفولني من قبل جاك جوزيف شامبليون-فيجياك، الذي ألقى باللوم على القدماء كونهم السبب في نشر انطباع خاطئ عن أصل المصريين، قائلًا إن «الرأي القائل بأن السكان القدامى في مصر منتمين إلى العرق الأفريقي الزنجي، هو خطأ مقبول منذ فترة طويلة باعتباره الحقيقة... وإن استنتاج فولني فيما يتعلق بالأصل الزنجي للحضارة المصرية القديمة هو غير مقبول».
اشتد الجدل حول عرق المصريين القدماء خلال حركة الإبطالية في الولايات المتحدة خلال القرن التاسع عشر، إذ أكدت الحجج المتعلقة بتبريرات العبودية على الدونية التاريخية والعقلية والجسدية للسود. فعلى سبيل المثال، اعترض جون كامبل في عام 1851، مباشرةً على ادعاءات شامبليون وآخرين فيما يتعلق بالأدلة حول العرق الأسود لمصر، مؤكدًا: «هناك صعوبة كبيرة، وفي رأيي مشكلة لا يمكن التغلب عليها، وهي أن المدافعين عن أصل الحضارة الزنجية في مصر لا يحاولون معرفة، كيف ضاعت هذه الحضارة.... وكيف تقدمت مصر، ولماذا، لأنها كانت قوقازية».
لخص فوستر أوائل القرن التاسع عشر «الجدل حول إثنية المصريين القدماء» باعتباره نقاشًا حول النظريات المتضاربة فيما يتعلق بالحاميين. «في العصور القديمة، كان الحاميون، الذين طوروا حضارة مصر، يعتبرون من السود.» يصف فوستر لعنة حام التي تعود إلى القرن السادس الميلادي، والتي بدأت «في التلمود البابلي، وهي مجموعة من التقاليد الشفوية لليهود. أن أبناء حام لعنوا لأنهم سود.» قال فوستر«طوال العصور الوسطى وحتى نهاية القرن الثامن عشر، كان الأوروبيون ينظرون إلى الزنج على أنهم من نسل حام.» في أوائل القرن التاسع عشر، «بعد حملة نابليون إلى مصر، بدأ ينظر إلى الحاميين على أنهم قوقازيون.» ومع ذلك، «خلص علماء نابليون بونابرت إلى أن المصريين كانوا زنوج.» أشار زملاؤنا في نابليون إلى «الكتب المعروفة» السابقة التي كتبها قسطنطين فرانسوا فولني، ودومينيك فيفانت، والتي وصفت المصريين القدماء بأنهم «زنج». أخيرًا، يخلص فوستر إلى أنه «في هذه المرحلة أصبحت مصر محور اهتمام علمي وعلماني كبير، نتج عن ذلك ظهور العديد من المنشورات التي كان هدفها الوحيد هو إثبات أن المصريين ليسوا من السود، وبالتالي كانوا قادرين على تطوير مثل هذه الحضارة السامية».
أصبحت النقاشات المتعلقة بعرق المصريين مرتبطة بشكل أوضح بالنقاش الدائر حول العبودية في الولايات المتحدة مع تصاعد الحرب الأهلية فيها. بدأ يوشيا سي. نوت مع جورج غليدين في عام 1854 إثبات أن: «القوقاز أو البيض، والعرق الزنجي كانوا مختلفين للغاية في التاريخ البعيد، وأن المصريين كانوا قوقازيين». وصل الطبيب وأستاذ علم التشريح صامويل جورج مورتون، إلى نتيجة وهي: «رغم أن عدد الزنوج كان كبيرًا في مصر، إلا أن وضعهم الاجتماعي في العصور القديمة كان هو نفسه [الآن في الولايات المتحدة]، وهو موقع الخدم والعبيد». تحدث فلندرز بيتري في أوائل القرن العشرين وهو أستاذ في علم المصريات بجامعة لندن، بدوره عن الملكة أحمس-نفرتاري، التي كانت «السلف الإلهي للأسرة المصرية الثامنة عشرة». وقد وصفها جسديًا بأنها «امتلكت أنفًا معقوفًا، طويلًا ورفيعًا، وكانت تعاني من بروز الفك».
لم تكن مصر حضارة شعبية بوجود جميع الأميركيين من أصل أفريقي في ذلك الوقت، لأنهم غالبًا ما ربطوا مصر بالعبودية. وفي أواخر الستينيات، ربط مارتن لوثر كينغ وغيره من قادة الحقوق المدنية نضال اليهود المُستعبَدين في مصر بكفاح الأمريكيين ذو الأصول الأفريقية.

## موقف الأبحاث الحديثة
واجهت فرضية العرق الأسود خلافاتٍ «عميقةٍ» من قبل العلماء في «ندوة اليونسكو حول رؤية مصر القديمة وفك رموز نصوصها» في القاهرة عام 1974. واستنتج معظم المشاركين أن السكان المصريين القدماء كانوا من السكان الأصليين في وادي النيل، وهم نتاج الشعوب من شمال وجنوب الصحراء الذين كانوا مختلفين بألوانهم. سُجّلت الحجج لجميع الأطراف في منشور اليونسكو «تاريخ أفريقيا العام»، ضمن الفصل «أصل المصريين» الذي كتبه أنتا ديوب.
رد العلماء المعاصرون الذين درسوا الثقافة المصرية القديمة وتاريخ السكان على الجدل حول عرق المصريين القدماء بطرق مختلفة.
رفض معظم علماء الأنثروبولوجيا منذ النصف الثاني من القرن العشرين، أن يكون لفكرة العرق أي صلاحية في دراسة البيولوجيا البشرية. وكتب ستيوارت تايسون سميث في موسوعة أكسفورد لمصر القديمة في عام 2001، «أي توصيف لعرق المصريين القدماء يعتمد على التعاريف الثقافية الحديثة، وليس على الدراسات العلمية. وبالتالي، فمن المعقول وفقًا للمعايير الأمريكية الحديثة، وصف المصريين بأنهم (سود)، مع الاعتراف بالدليل العلمي للتنوع البدني للأفارقة». يؤكد فرانك إم سنودن أن «المصريين واليونانيين والرومان لم يعلقوا أي وصمة خاصة على لون الجلد ولم يطوروا أي مفاهيم هرمية للعرق حيث كانت أعلى وأقل المراكز في الهرم الاجتماعي تستند إلى اللون».
كتبت باربرا ميرتس في الأرض الحمراء، الأرض السوداء: الحياة اليومية في مصر القديمة: «لم تكن الحضارة المصرية متوسطية أو أفريقية، سامية أو حامية، سوداء أو بيضاء، بل كل ذلك. باختصار، كانت مصرية». كتبت كاثرين بارد، أستاذة علم الآثار والدراسات الكلاسيكية، في المصريين القدماء ومسألة العرق أن «المصريين كانوا من المزارعين الأصليين في وادي النيل الأدنى، ولم يكونوا بيض ولا سود كما تعرف هذه المفاهيم اليوم». كتب نيكي نيلسن في كتاب «الهوس بمصر: كيف أصبحنا مهووسين بمصر القديمة» أن «مصر القديمة لم تكن سوداء ولا بيضاء، والمحاولات المتكررة من قبل دعاة أي من الأيديولوجيتين للاستيلاء على ملكية مصر القديمة تديم ببساطة تقليدًا قديمًا: تقليد إزالة الوكالة وسرقة تراث المصريين المعاصرين الذين يعيشون على ضفاف النيل».
قال يوركو، عالم المصريات في متحف فيلد وجامعة شيكاغو: «عندما تتحدث عن مصر، ليس من الصواب الحديث عن» أسود«أو» أبيض«، هذه كلها مجرد مصطلحات أمريكية وتخدم الأغراض الأمريكية. أستطيع أن أفهم وأتعاطف مع رغبات الأمريكيين من أصل أفريقي في الانتماء إلى مصر. لكن الأمر ليس بهذه البساطة [. . ] إن أخذ المصطلحات هنا {في الولايات المتحدة} ونقلها إلى إفريقيا أمر غير دقيق من الناحية الأنثروبولوجية». وأضاف يوركو: «إننا نطبق تقسيمًا عرقيًا على مصر لم يكن المصريون القدماء ليقبلوه أبدًا، وكانوا سيعتبرون هذه الحجج عبثية، وهذا شيء يمكن أن نتعلم منه حقًا». يكتب يوركو أن «شعوب مصر والسودان وكثير من شمال شرق إفريقيا يُنظر إليهم عمومًا على أنهم استمرارية نيلية، ذات سمات جسدية واسعة النطاق (بشرة فاتحة إلى داكنة، وشعر وتراكيب وجهية مختلفة)».
يجادل باري جيه كيمب بأن حجة أسود/أبيض، على الرغم من أنها مفهومة سياسياً، هي تبسيط مفرط يعيق التقييم المناسب للبيانات العلمية عن المصريين القدماء لأنها لا تأخذ في الاعتبار صعوبة التأكد من بشرة بقايا الهياكل العظمية. كما أنها تتجاهل حقيقة أن أفريقيا مأهولة بالعديد من المجموعات السكانية الأخرى غير مجموعات البانتو («الزنجية»). ويؤكد أنه في إعادة تجسيدات الحياة في مصر القديمة، فإن المصريين المعاصرين هم أدق مقاربة منطقية إلى المصريين القدماء. في عام 2008، كتب كيتا أنه «لا يوجد سبب علمي للاعتقاد بأن الأسلاف الأساسيين للسكان المصريين ظهروا وتطوروا خارج شمال شرق إفريقيا. . . . يتوافق المظهر الجيني العام الأساسي للسكان المعاصرين مع تنوع السكان القدامى الذين كانوا من السكان الأصليين في شمال شرق إفريقيا وخاضعين لمجموعة من التأثيرات التطورية بمرور الوقت، على الرغم من اختلاف الباحثين في تفاصيل تفسيراتهم لتلك التأثيرات». وبحسب برنارد أورتيز دي مونتيلانو، فإن «الادعاء بأن كل المصريين، أو حتى كل الفراعنة، كانوا من السود، غير صحيح. يعتقد معظم العلماء أن المصريين في العصور القديمة كانوا يبدون إلى حد كبير كما يبدون اليوم، مع تدرج في لون البشرة يتجه للون الداكن مع الاقتراب من السودان».

## التقارب الجيني للشرق الأدنى للمومياوات المصرية
وصفت دراسة نُشرت في عام 2017 من قبل شوينمان وآخرون استخراج وتحليل  الحمض النووي من 151 فردًا مصريًا قديمًا محنطًا، تم انتشال رفاتهم من موقع بالقرب من قرية أبو صير الملق الحديثة في مصر الوسطى، بالقرب من واحة الفيوم. كانت منطقة أبو صير الملق، بالقرب من الفيوم، مأهولة بالسكان من 3250 قبل الميلاد على الأقل حتى حوالي 700 م. قال العلماء إن الحصول على حمض نووي محفوظ جيدًا وغير ملوث من المومياوات يمثل مشكلة في هذا المجال وأن هذه العينات قدمت «أول مجموعة بيانات موثوقة تم الحصول عليها من المصريين القدماء باستخدام أساليب تسلسل الحمض النووي عالية الإنتاجية».
تمكنت الدراسة من قياس  الحمض النووي للميتوكوندريا لـ 90 فردًا، وأظهرت أن تكوين الحمض النووي للميتوكوندريا للمومياوات المصرية أظهر مستوى عالٍ من التقارب مع الحمض النووي لسكان الشرق الأدنى. لا يمكن استخراج البيانات على مستوى الجينوم بنجاح إلا من ثلاثة من هؤلاء الأفراد. من بين هؤلاء الثلاثة، يمكن تعيين مجموعات  هابلوغروب الكروموسوم Y المكونة من فردين إلى مجموعة  هابلوغروب J في الشرق الأوسط، وواحد لمجموعة هابلوغروب E1b1b1 الشائعة في شمال إفريقيا. تراوحت التقديرات المطلقة للأصول الأفريقية الواقعة جنوب الصحراء في هؤلاء الأفراد الثلاثة من 6 إلى 15٪ ، وهي أقل بكثير من مستوى السلالة الأفريقية الواقعة جنوب الصحراء الكبرى لدى المصريين المعاصرين من أبو صير الملق، الذين «تتراوح أعمارهم بين 14 و 21٪.» حذر مؤلفو الدراسة من أن المومياوات قد تكون غير ممثلة لسكان مصر القديمة ككل.
يُظهر تحليل مشترك  للانجراف والمزيج للحمض النووي لهذه المومياوات المصرية القديمة أن الارتباط أقوى مع السكان القدامى من بلاد الشام والشرق الأدنى والأناضول، وبدرجة أقل بالسكان الحديثين من الشرق الأدنى والشام. على وجه الخصوص، توصلت الدراسة إلى أن «المصريين القدماء هم الأكثر ارتباطًا بعينات العصر الحجري الحديث والعصر البرونزي في بلاد الشام، بالإضافة إلى سكان الأناضول من العصر الحجري الحديث». ومع ذلك، أظهرت الدراسة أن البيانات المقارنة من السكان المعاصرين تحت الحكم الروماني في الأناضول ، لم تكشف عن علاقة أوثق مع قدماء المصريين من نفس الفترة. علاوة على ذلك ، «لا يمكن استبعاد الاستمرارية الجينية بين المصريين القدماء والحديثين على الرغم من هذا التدفق من أفريقيا جنوب الصحراء ، في حين أن الاستمرارية مع الإثيوبيين المعاصرين غير مدعومة».
الموقف الحالي للمعرفة الحديثة هو أن الحضارة المصرية القديمة كانت تطورًا محليًا لوادي النيل.
تحدى كيتا وجوردين وأنسيلين التأكيدات في دراسة عام 2017. يذكرون أن الدراسة تفتقد إلى 3000 عام من تاريخ مصر القديمة ، وفشلت في تضمين النوبيين الأصليين في وادي النيل كمجموعة مقارنة ، وتشمل فقط أفراد المملكة المصرية الحديثة وأفراد شمال مصر الأحدث ، وتصنف بشكل غير صحيح «جميع مجموعات هابلوغروب الميتوكوندريا M1 على أنها» آسيوية «مما يمثل مشكلة .» كيتا وآخرون. ينصون على أن «M1 قد ظهر في إفريقيا ؛ من الواضح أن العديد من مجموعات هابلوغروب M1 (M1a) أفريقية في الأصل والتاريخ.» في الختام ، كيتا / ولاية قوردين بسبب صغر حجم العينة (2.4٪ من مقاطعات مصر)، يُنظر إلى «دراسة شوينمان وآخرون. بشكل أفضل على أنها مساهمة في فهم تاريخ السكان المحليين في شمال مصر بدلاً من التاريخ السكاني لجميع مصر منذ بدايتها.»
أعرب البروفيسور ستيفن كيرك ، عالم المصريات في يونيفرسيتي كوليدج لندن ، عن حذره من الادعاءات الأوسع للباحثين ، قائلاً: «كانت هناك محاولة قوية للغاية على مدار تاريخ علم المصريات لفصل المصريين القدماء عن السكان المعاصرين.» وأضاف أنه «كان متشككًا بشكل خاص في أي تصريح قد يكون له عواقب غير مقصودة للتأكيد - مرة أخرى من منظور شمال أوروبا أو أمريكا الشمالية - أن هناك انقطاعًا هناك [بين المصريين القدامى والحديثين]».

## الدراسات الجينية المصرية القديمة
أفاد عدد من الأوراق العلمية ، استنادًا إلى كل من الأدلة الوراثية للأم والأب ، أن تدفقًا كبيرًا من الناس حدث من أوراسيا إلى شمال شرق إفريقيا ، بما في ذلك مصر ، قبل حوالي 30 ألف عام من بداية فترة الأسرات.
قدم بعض المؤلفين نظرية مفادها أن مجموعة هابلوغروب M ربما تكون قد تطورت في إفريقيا قبل حدث
 الخروج من أفريقيا منذ حوالي 50000 عام ، وانتشرت في إفريقيا من شرق إفريقيا منذ 10000 إلى 20000 عام

## خلافات محددة اليوم
اليوم ، القضايا المتعلقة بجنس قدماء المصريين هي «المياه المضطربة التي يتجنبها معظم الناس الذين يكتبون عن مصر القديمة من داخل التيار الرئيسي للمنح الدراسية.» على عدد صغير من القضايا المحددة.

### توت عنخ آمون
زعم العديد من العلماء ، بمن فيهم ديوب ، أن توت عنخ آمون كان أسودًا ، واحتجوا على أن محاولات إعادة بناء ملامح وجه توت عنخ آمون (كما هو موضح على غلاف  مجلة ناشيونال جيوغرافيك) قد صورت الملك على أنه «أبيض جدًا». من بين هؤلاء الكتاب كان تشانسلر وليامز، الذي جادل بأن الملك توت عنخ آمون ووالديه وأجداده كانوا من السود.
صنع فنانو الطب الشرعي وعلماء الأنثروبولوجيا الفيزيائية من مصر وفرنسا والولايات المتحدة تماثيل نصفية لتوت عنخ آمون ، باستخدام الأشعة المقطعية للجمجمة. وقالت عالمة الأنثروبولوجيا البيولوجية سوزان أنطون ، قائدة الفريق الأمريكي ، إن جنس الجمجمة «يصعب وصفه». وأشارت إلى أن شكل التجويف القحفي يشير إلى وجود أفريقي ، في حين أن فتحة الأنف توحي بفتحات أنف ضيقة ، وهو ما يعتبر عادة من الملامح الأوروبية. وهكذا تم التوصل إلى أن الجمجمة هي جمجمة شمال أفريقي. جادل خبراء آخرون بأنه لا أشكال الجمجمة ولا فتحات الأنف هي مؤشر موثوق على العرق.
على الرغم من أن التكنولوجيا الحديثة يمكنها إعادة بناء هيكل وجه توت عنخ آمون بدرجة عالية من الدقة ، بناءً على بيانات  التصوير المقطعي من مومياءه ، من المستحيل تحديد لون بشرته و لون عينيه. لذلك تم إعطاء نموذج الطين تلوينًا ، وفقًا للفنان ، كان يعتمد على «اللون الداكن المتوسط للمصريين المعاصرين».
قال تيري جارسيا ، نائب الرئيس التنفيذي لبرامج البعثات في ناشيونال جيوغرافيك ، ردًا على بعض المحتجين على إعادة تشكيل توت عنخ آمون:
المتغير الكبير هو لون البشرة. كما نعلم اليوم ، كان لدى سكان شمال إفريقيا مجموعة من درجات ألوان البشرة ، من الفاتح إلى الداكن. في هذه الحالة ، اخترنا لون بشرة متوسط ، ونقول ، في المقدمة ، «هذا متوسط المدى.» لن نعرف على وجه اليقين ما هو لون بشرته بالضبط أو لون عينيه مع يقين 100٪ .... ربما في المستقبل ، سيصل الناس إلى نتيجة مختلفة.
عند الضغط على هذه القضية من قبل ناشطين أمريكيين في سبتمبر 2007، صرح الأمين العام للمجلس الأعلى للآثار المصرية ، زاهي حواس، أن «توت عنخ آمون لم يكن أسودًا».
أكد حواس في إصدار نوفمبر 2007 لمجلة مصر القديمة ، أن أيا من عمليات إعادة بناء الوجه لا تشبه توت وأنه ، في رأيه ، فإن التمثيل الأكثر دقة للملك الصبي هو القناع من قبره. كلفت قناة ديسكفري بإعادة بناء وجه توت عنخ آمون ، بناءً على صور الأشعة المقطعية لنموذج جمجمته ، في عام 2002.
في عام 2011، أطلقت شركة الجينوم iGENEA مشروع الحمض النووي لتوت عنخ آمون استنادًا إلى الواسمات الجينية التي أشارت إلى أنها استبعدت من قناة ديسكفري الخاصة بالملك. وفقًا للشركة ، أشارت
 بيانات الأقمار الصناعية الصغيرة إلى أن توت عنخ آمون ينتمي إلى مجموعة هابلوغروب R1b1a2 ، وهي أكثر  فروع الأب شيوعًا بين الذكور في أوروبا الغربية. انتقد كارستن بوش وألبرت زينك ، اللذان قادا الوحدة التي استخرجت الحمض النووي لتوت عنخ آمون ، شركة iGENEA لعدم تواصلها معهم قبل إنشاء المشروع. بعد فحص اللقطات ، خلصوا أيضًا إلى أن المنهجية التي استخدمتها الشركة كانت غير علمية حيث وصفها Putsch بأنها «مستحيلة ببساطة».